# PIŽMO

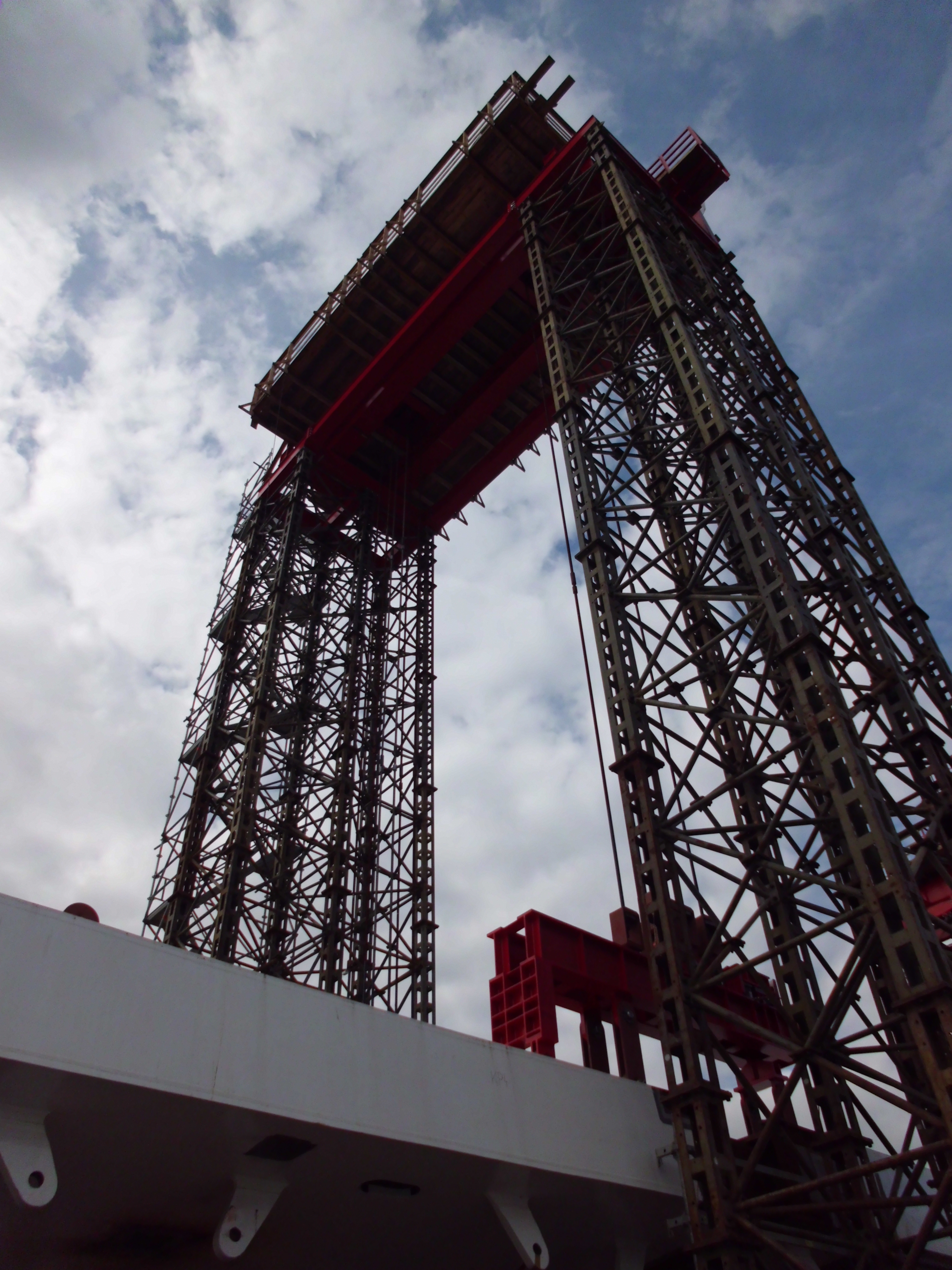
Pilíř sestavený z dílů PIŽMO, stavba Trojského mostu, 2012

PIŽMO (zkratka z PIlíř Železničních MOstů) je systém ocelové ženijní příhradové rozebíratelné konstrukce, pomocí které lze tvořit různé svislé podpěrné konstrukce. Konstrukce byla původně navržená jako pilíř železničních mostů (zejména v kombinaci s vodorovnou nosnou konstrukcí systému ŽM 16), uplatnění však našla i na jiných místech, již původní předpis z roku 1964 uvádí možnost stavby podpěr silničních mostů, lešení, skruží, jeřábů a dalších pomocných konstrukcí.
Konstrukci lze přizpůsobit různým návrhovým parametrům, jako jsou výška konstrukce, zatížení či únosnost základové půdy. Jednotlivé součásti lze vzájemně zaměňovat a prakticky libovolně kombinovat, most může být založen na roštech, případně na zvláštních nánožkách, ty mohou být uloženy na terénu či přímo na dně vodoteče.

## Konstrukční díly
Pilíř PIŽMO se skládá z těchto dílů:

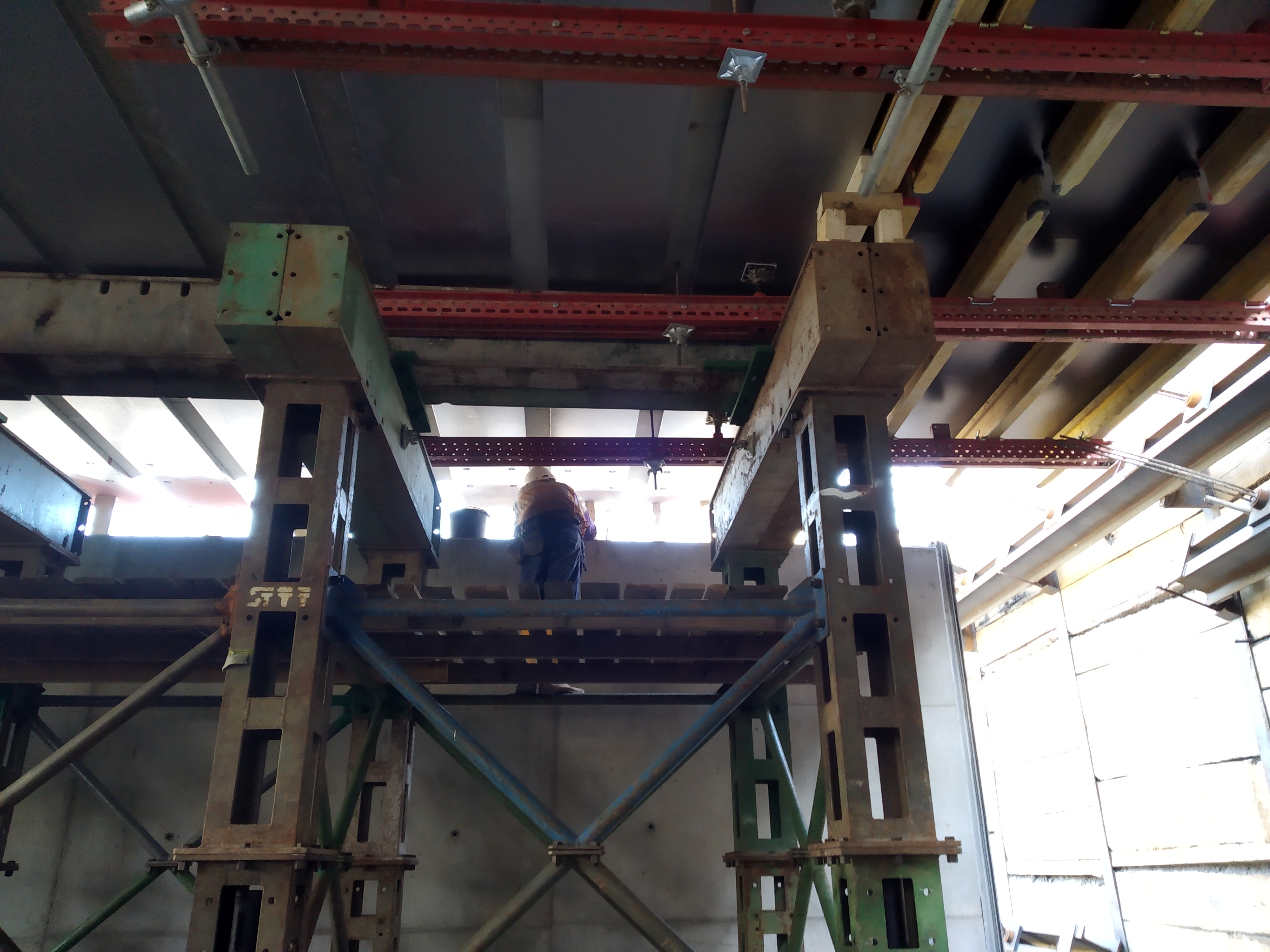
Na fotografii jsou vidět nahoře roštové nosníky podpírané čtveřicí sloupků o délce 1,6 m. Ty jsou vzájemně propojeny (i se sloupky nižší úrovně) prostorovými a rovinnými šikmými ztužidly

- hlavice – dvouvrstvý či vícevrstvý rošt z roštových nosníků; slouží k roznášení tlaků na jednotlivé sloupy dříku
  - roštové nosníky mají délky 2,0 m, 2,7 m, 4,0 m, 6,5 m
- dřík – konstrukce ze sloupků a ztužidel – nosným prvkem jsou sloupky s osovou vzdáleností 2,0 m, tyto dříky jsou ztuženy vodorovným a příčným zavětrováním
  - sloupky mají různé délky – 0,4 m, 0,6 m, 1,0 m, 1,6 m a 3,2 m
  - ztužidla jsou následujících typů – čtvercové, lichoběžníkové, trojúhelníkové, přímé, příčné a vzpěra
- pata – roznáší tlaky sloupů dříku do základu
  - nánožka

Jednotlivé části jsou vzájemně propojeny šrouby M20 s maticemi (o délkách 61 a 88 mm), kromě nich jsou dále užívány stykové plechy a stykové příložky (na propojení roštových nosníků).

## Použití
Konstrukce PIŽMO byla často využívána pro rychlou výstavbu mostních provizorií, mezi dlouho sloužící patřily např. pilíře Trojského tramvajového mostu v Praze.
V současnosti je nejčastěji používán právě pro potřeby výstavby – podpěra bednicích skruží, podpěra vysouvaných částí, provizorní podepření mostů se sníženou zatížitelností apod. (mnoho dílů je ve vlastnictví stavebních firem) a dále také v případě náhlé krizové situace (povodeň, zesílení mostu při vedení nadměrné přepravy).